# اطلسی
اطلسی (نام علمی: Petunia × atkinsiana) گیاهی یکساله و زینتی است که در صورت فقدان وجود دمای پائین به صورت گیاهی چندساله رویش خواهد کرد. اطلسی از جنس Petunia و تیرهٔ سیب زمینی (Solanaceae) بومی آمریکایی جنوبی معمولاً دارای گل‌های دو رنگ ترکیبی است. این گل نام خود را از کلمه فرانسوی petun به معنی «تنباکو» گرفته‌است. گل اطلسی به دو روش به وسیله بذر یا از راه قلمه تکثیر پیدا می‌کند. بذرهای اطلسی را در اواخر بهمن تا اوایل اسفند در گلخانه می‌کارند. در زمان انتقال در اواخر بهار گیاه را با خاک از گلدان بیرون آورده و در باغچه به فواصل ۲۵ سانتیمتر برای انواع پاکوتاه و کمی بیشتر برای انواع پابلند می‌کارند.

## نماد شهر همدان
گل اطلسی نماد شهر همدان است و این شهر به «شهر اطلسی‌ها» شهرت دارد. سالانه ۷۰۰ هزار گل اطلسی در شهر همدان کاشته می‌شود.

## نگارخانه

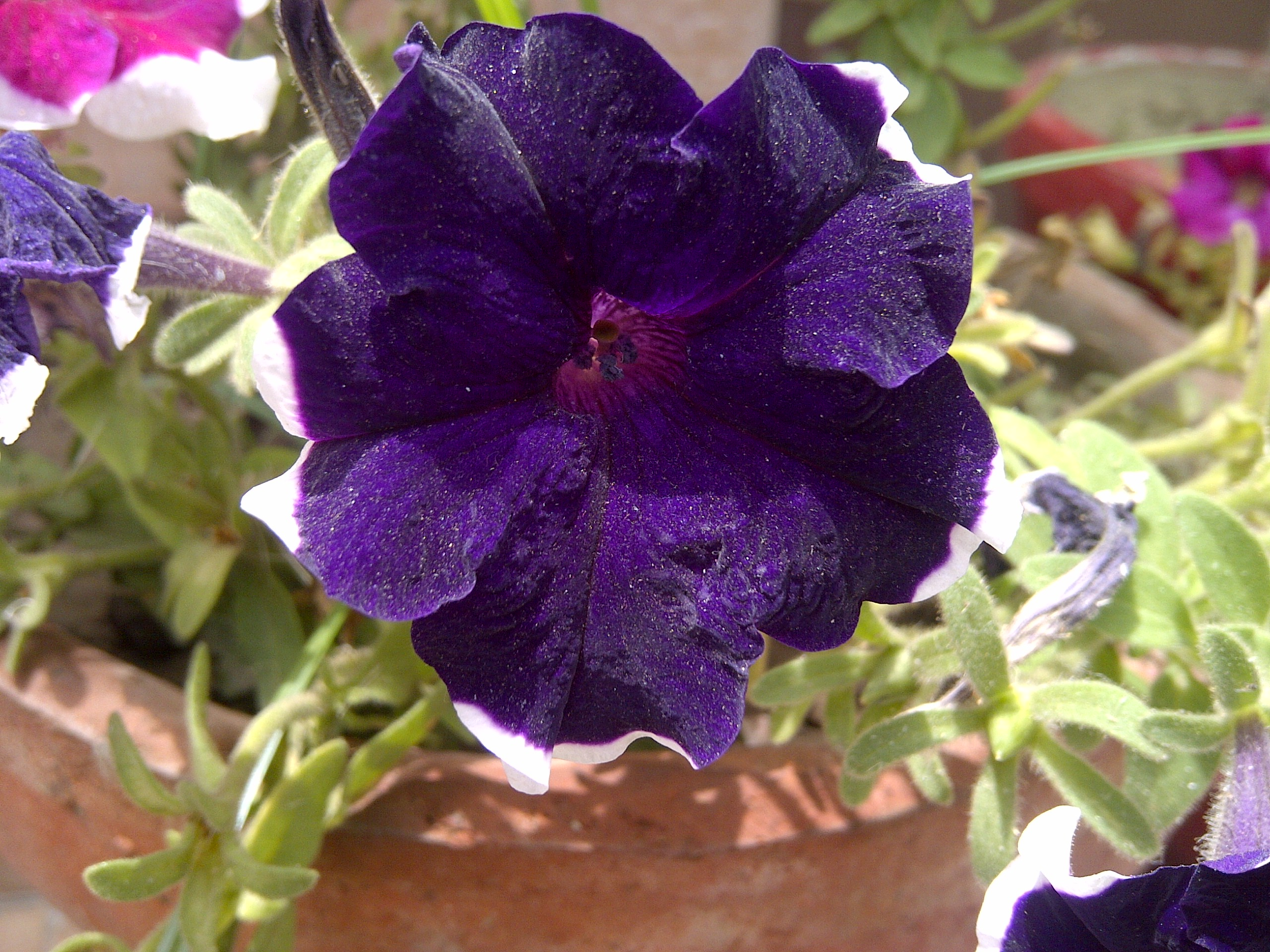
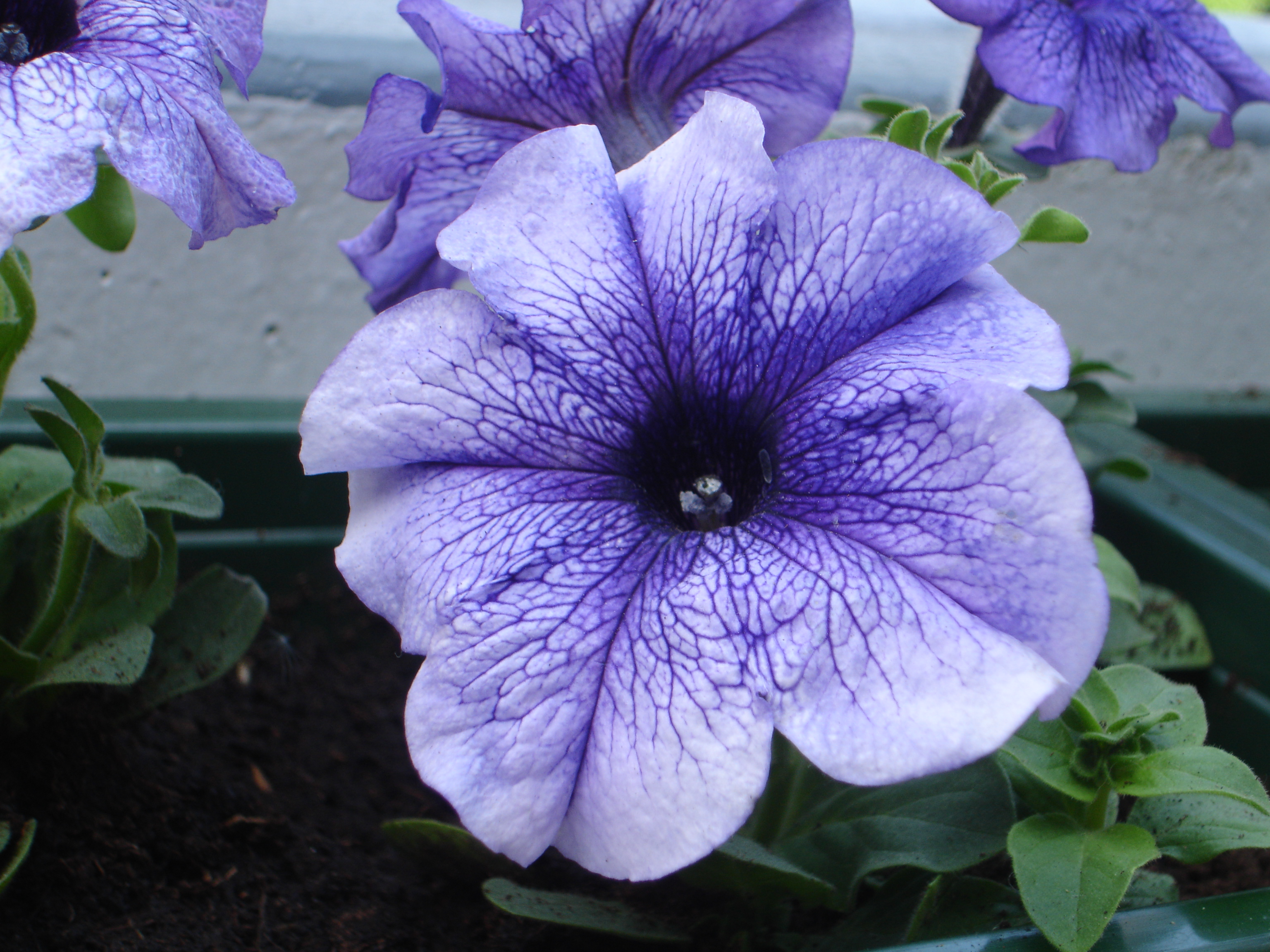
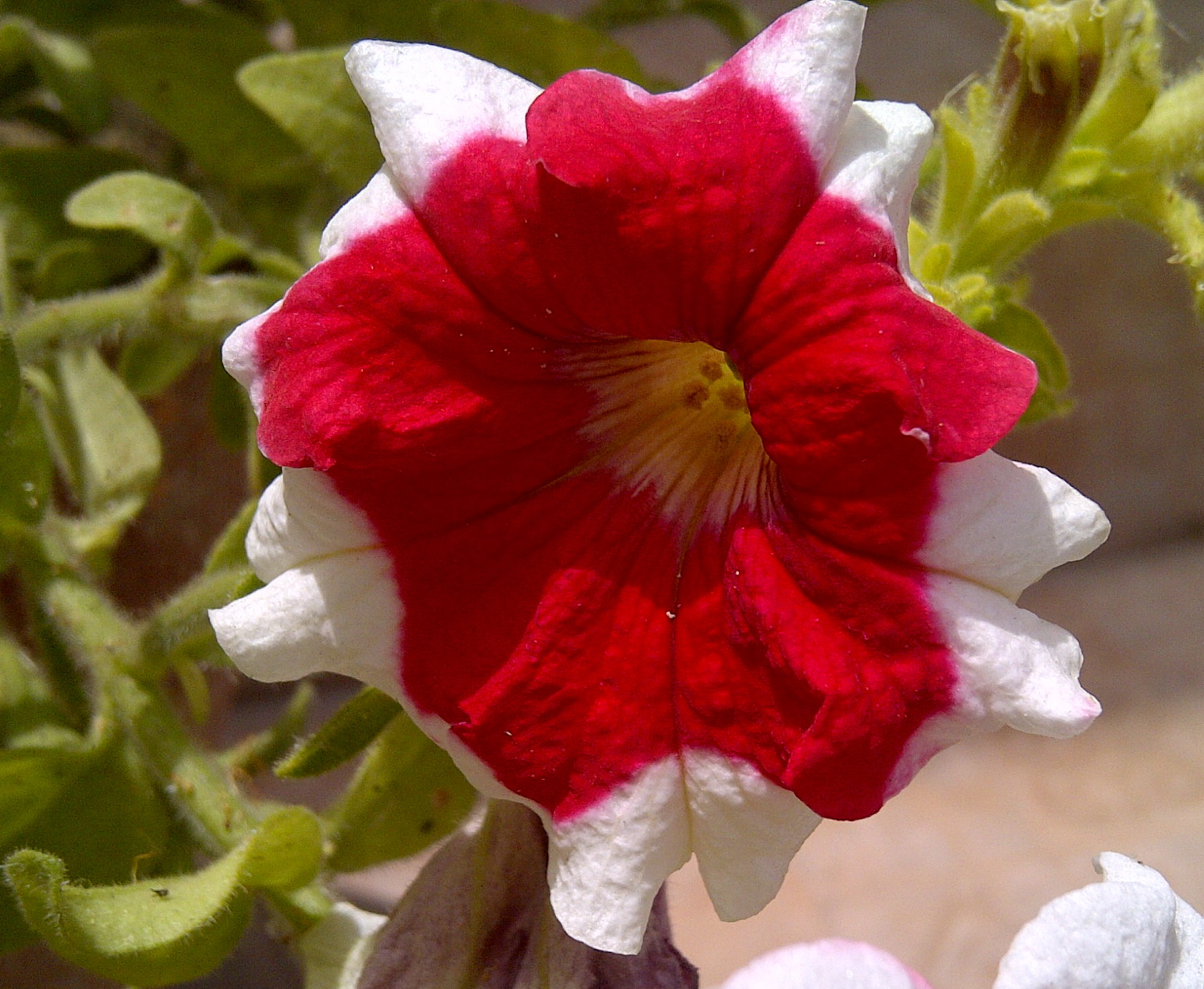
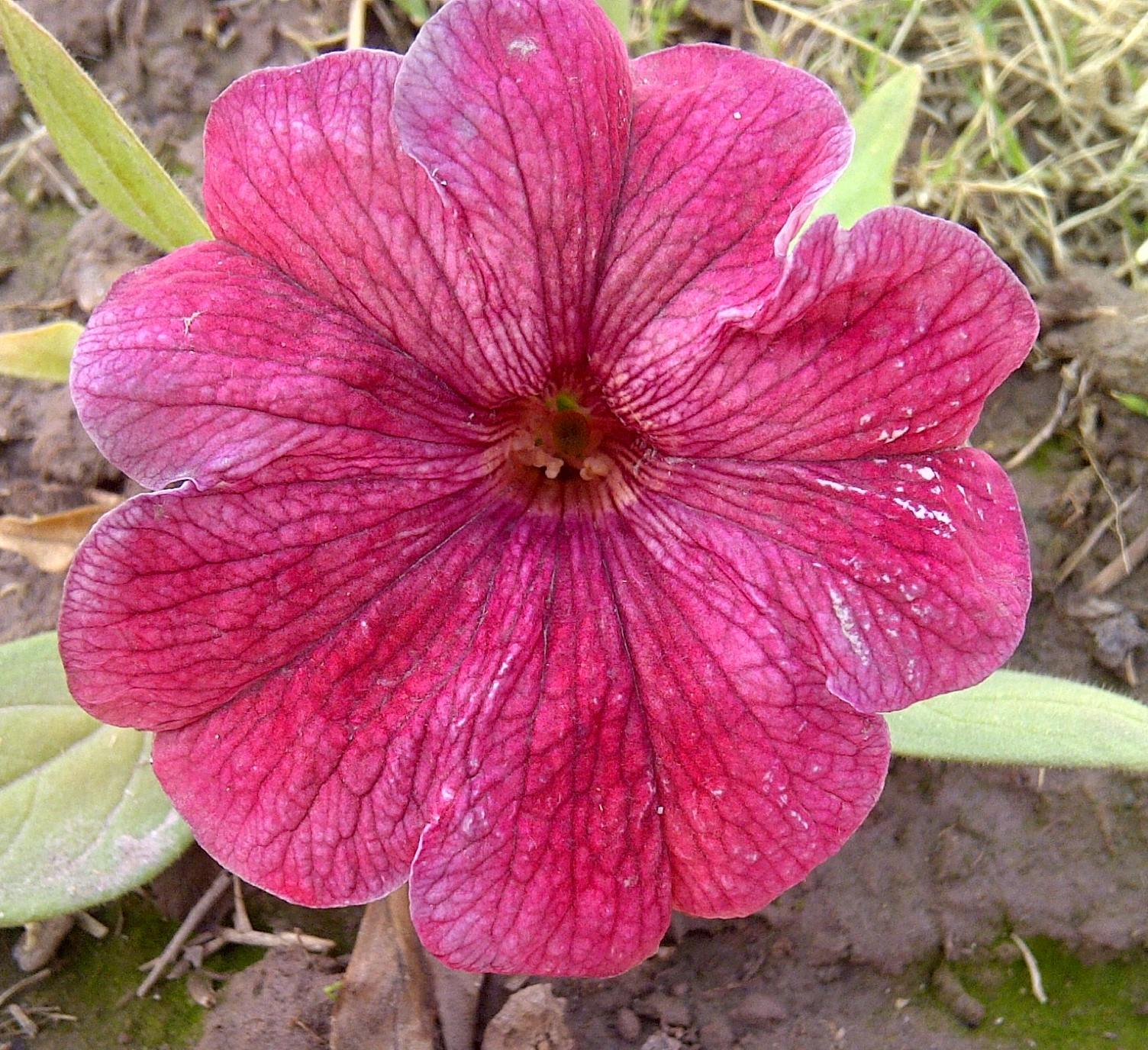
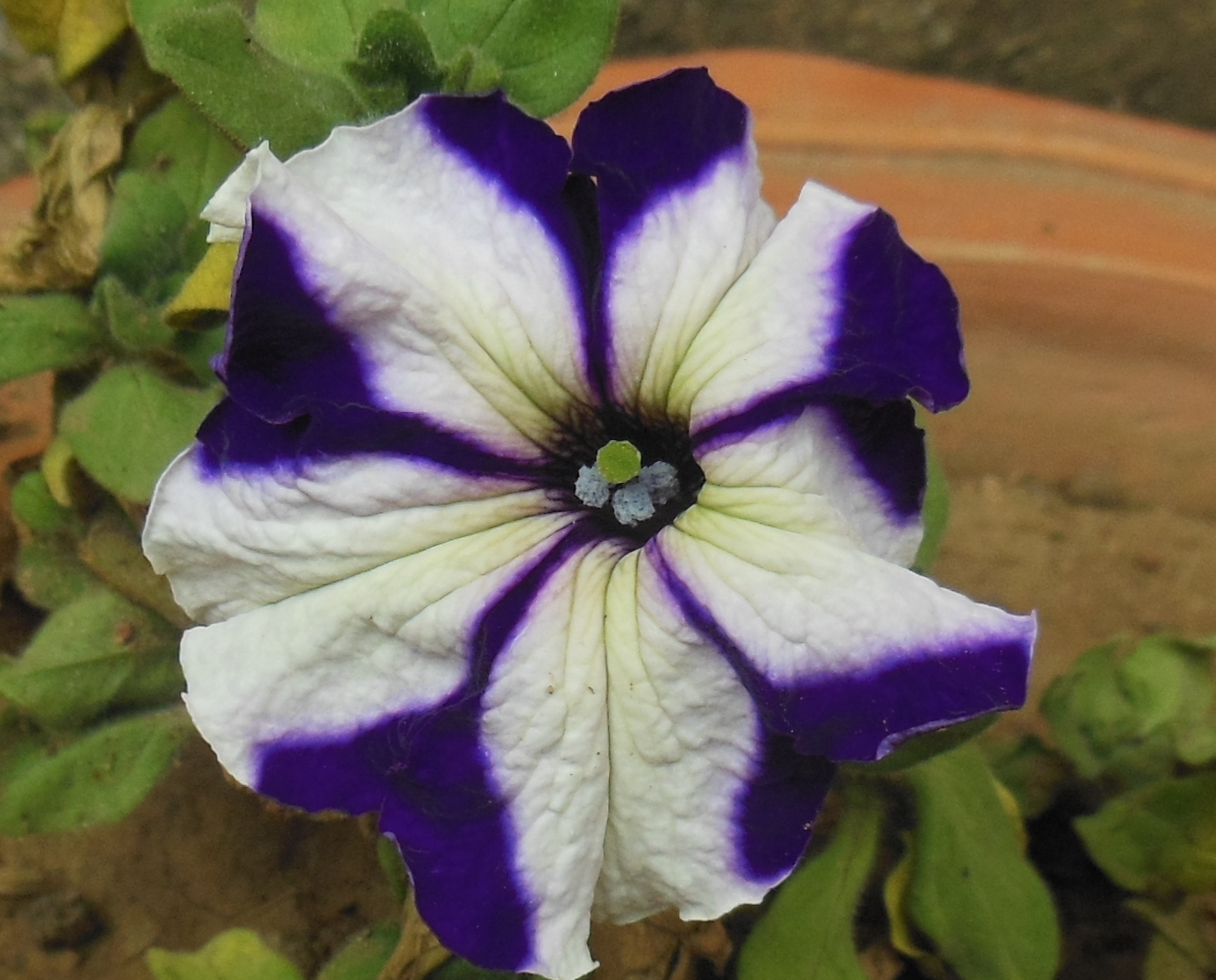
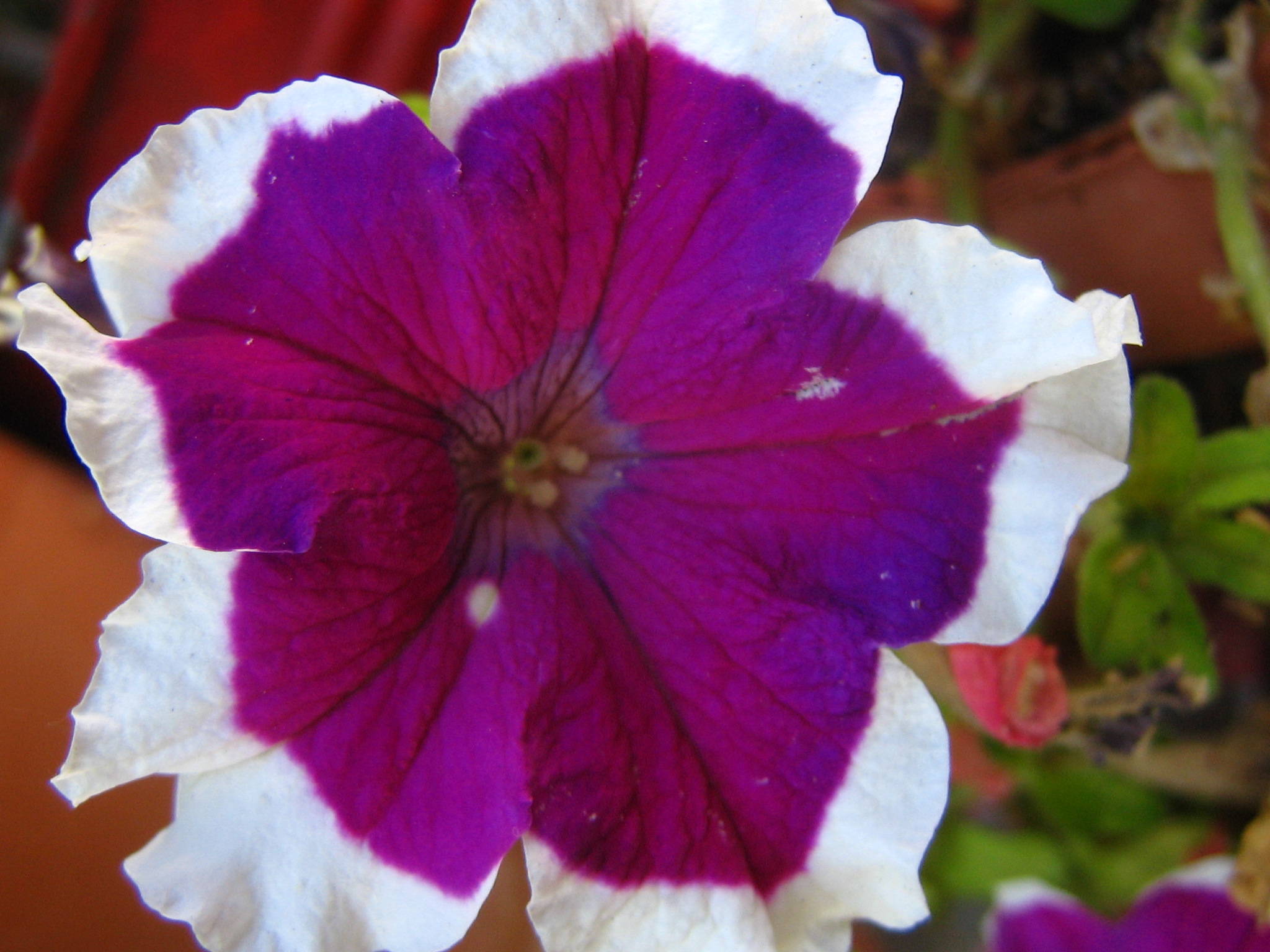
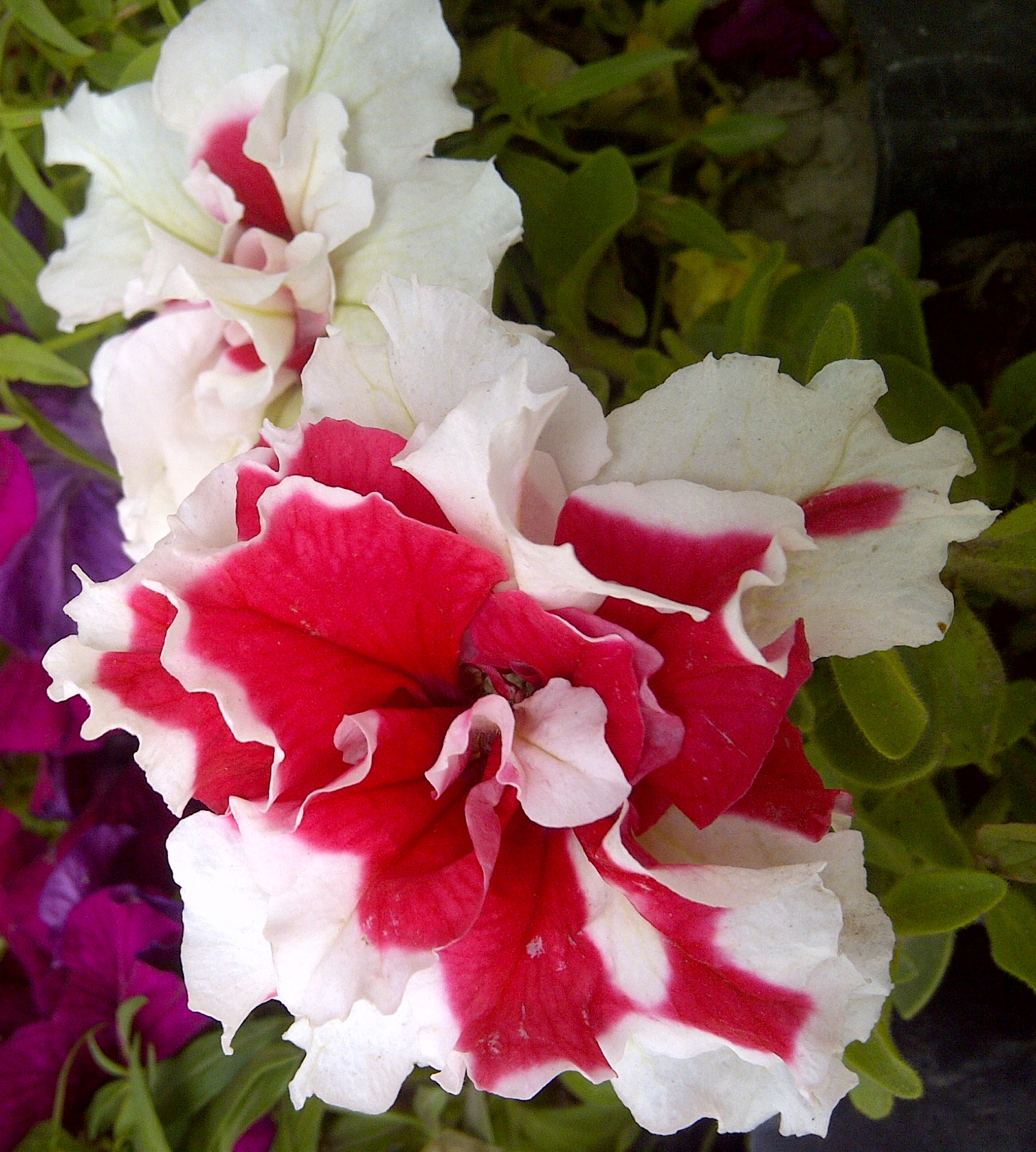
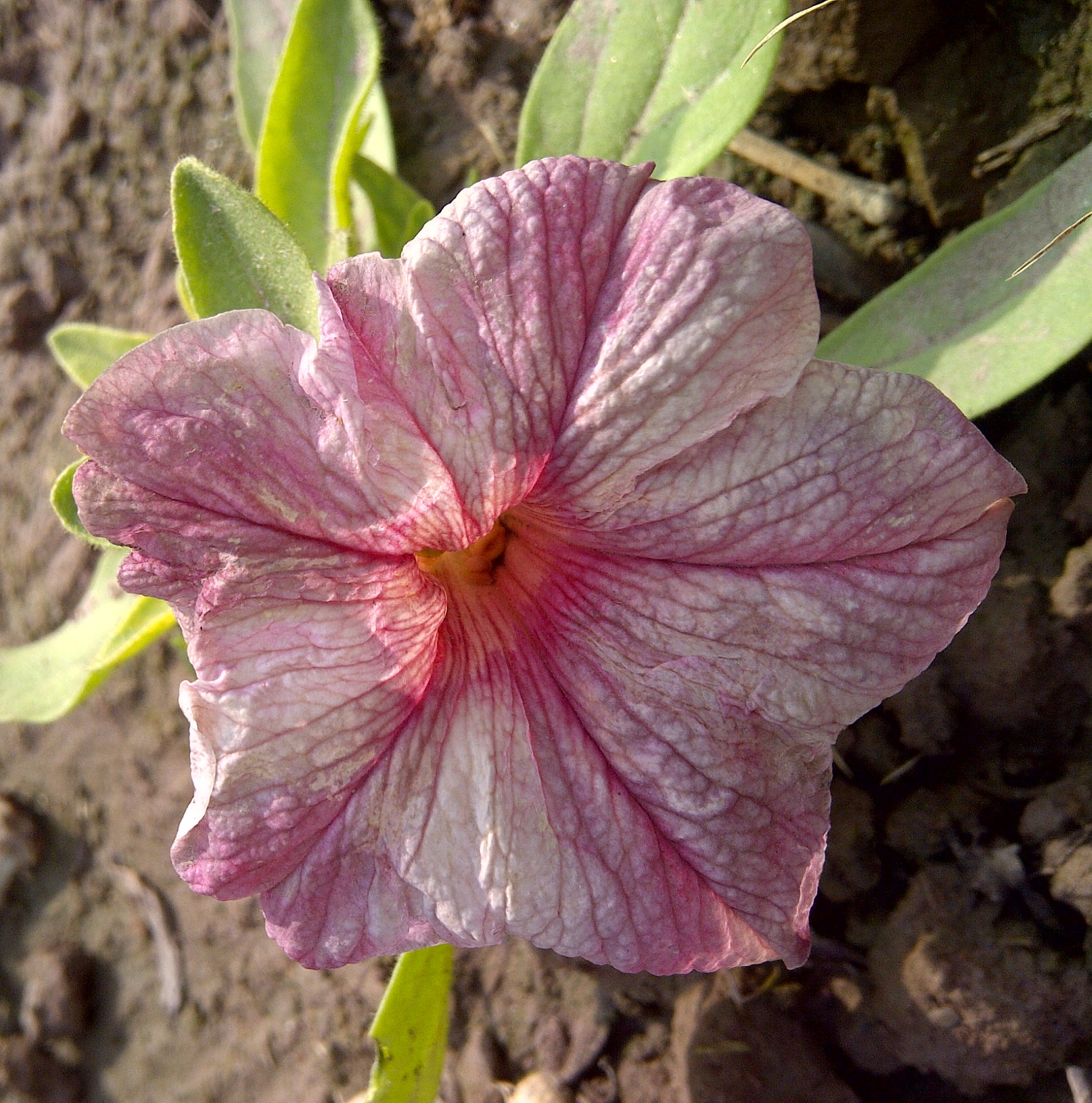